# Puchar Ukrainy w piłce nożnej (2014/2015)
Puchar Ukrainy 2014/2015 (oficjalna nazwa: Puchar Ukrainy w piłce nożnej, ukr. Кубок України з футболу) – 24. rozgrywki ukraińskiej PFL, mające na celu wyłonienie zdobywcy krajowego Pucharu, który zakwalifikuje się tym samym do Ligi Europy UEFA sezonu 2015/16. Sezon trwał od 6 sierpnia 2014 do 4 czerwca 2015.
W sezonie 2014/2015 rozgrywki te składały się z:
- rundy wstępnej
- meczów 1/16 finału, w której dołączyły zespoły Premier-lihi sezonu 2013/2014,
- meczów 1/8 finału,
- meczów 1/4 finału,
- meczów 1/2 finału,
- meczu finałowego.

## Drużyny
Do rozgrywek Pucharu przystąpiło 39 klubów Premier, Pierwszej i Drugiej Lihi oraz Zdobywca i Finalista Pucharu Ukrainy 2013 roku spośród drużyn amatorskich.
| Kluby Premier Lihi: | Kluby Pierwszej Lihi: | Kluby Drugiej Lihi: | Finaliści Pucharu Ukrainy spośród drużyn amatorskich:                          |
| - Czornomoreć Odessa - Dnipro Dniepropetrowsk - Dynamo Kijów - Howerła Użhorod - Illicziweć Mariupol - Karpaty Lwów - Metalist Charków - Metałurh Donieck - Metałurh Zaporoże - Olimpik Donieck - Szachtar Donieck - Wołyń Łuck - Worskła Połtawa - Zoria Ługańsk | - Bukowyna Czerniowce - Desna Czernihów - FK Oleksandria - FK Połtawa - FK Sumy - FK Tarnopol - Helios Charków - Hirnyk Krzywy Róg - Hirnyk-Sport Komsomolsk - MFK Mikołajów - Naftowyk-Ukrnafta Ochtyrka - Nywa Tarnopol - Stal Ałczewsk - Stal Dnieprodzierżyńsk - Zirka Kirowohrad | - Arsenał-Kyjiwszczyna Biała Cerkiew - Czerkaśkyj Dnipro Czerkasy - Enerhija Nowa Kachowka - Kremiń Krzemieńczuk - Krystał Chersoń - Obołoń-Browar Kijów - Reał Farma Owidiopol - Skała Stryj | - Czajka Petropawłowska Borszczahówka (zdobywca) - Jednist' Płysky (finalista) |

## Terminarz rozgrywek

### Runda wstępna (1/32)
Mecze rozegrano 6 sierpnia 2014, jedynie mecz Krystał Chersoń – Stal Dnieprodzierżyńsk odbył się 7 sierpnia 2014.
| Jednist' Płysky                     | 0:1 | FK Tarnopol             |      |
| Arsenał-Kyjiwszczyna Biała Cerkiew  | 3:4 | Reał Farma Owidiopol    | dod. |
| Czajka Petropawłowska Borszczahówka | 3:0 | Enerhija Nowa Kachowka  |      |
| Kremiń Krzemieńczuk                 | 2:0 | Hirnyk-Sport Komsomolsk |      |
| Obołoń-Browar Kijów                 | 3:1 | Hirnyk Krzywy Róg       |      |
| Czerkaśkyj Dnipro Czerkasy          | 1:0 | Skała Stryj             |      |
| Krystał Chersoń                     | 2:4 | Stal Dnieprodzierżyńsk  |      |

### 1/16 finału
Mecze zostaną rozegrane 23 sierpnia 2014, oprócz meczu FK Tarnopol – FK Oleksandria odbył się 22 sierpnia 2014 i meczów Kremiń Krzemieńczuk – Zoria Ługańsk, FK Sumy – Metalist Charków rozegranych 24 sierpnia 2014.
| FK Tarnopol                         | 1:1 | FK Oleksandria         | dod., k.3:4                                            |
| Bukowyna Czerniowce                 | 0:4 | Czornomoreć Odessa     |                                                        |
| Naftowyk-Ukrnafta Ochtyrka          | 0:1 | Wołyń Łuck             |                                                        |
| MFK Mikołajów                       | 0:1 | Illicziweć Mariupol    |                                                        |
| Helios Charków                      | 0:1 | Metałurh Zaporoże      |                                                        |
| FK Połtawa                          | 2:1 | Metałurh Donieck       |                                                        |
| Desna Czernihów                     | 0:1 | Dnipro Dniepropetrowsk |                                                        |
| Nywa Tarnopol                       | 1:5 | Worskła Połtawa        |                                                        |
| Reał Farma Owidiopol                | 0:1 | Olimpik Donieck        |                                                        |
| Czerkaśkyj Dnipro Czerkasy          | 1:2 | Howerła Użhorod        |                                                        |
| Czajka Petropawłowska Borszczahówka | 0:4 | Karpaty Lwów           |                                                        |
| Zirka Kirowohrad                    | 1:3 | Dynamo Kijów           |                                                        |
| Obołoń-Browar Kijów                 | 0:1 | Szachtar Donieck       |                                                        |
| Stal Ałczewsk                       | -:+ | Stal Dnieprodzierżyńsk | przed losowaniem Stal Ałczewsk zrezygnował z rozgrywek |
| Kremiń Krzemieńczuk                 | 0:2 | Zoria Ługańsk          |                                                        |
| FK Sumy                             | 0:1 | Metalist Charków       | dod.                                                   |

### 1/8 finału
Pierwsze mecze według regulaminu rozegrano 27 września, a rewanże 29 października 2014.
|                        | 1 mecz | 2 mecz | Suma |                        | Uwagi                      |  |
| ---------------------- | ------ | ------ | ---- | ---------------------- | -------------------------- |  |
| Olimpik Donieck        | 2:0    | 4:0    | 6:0  | Metałurh Zaporoże      | 1 mecz 28.IX, 2 mecz 28.X. |  |
| Stal Dnieprodzierżyńsk | 2:1    | 1:2    | 3:3  | Czornomoreć Odessa     | dod., k.2:4, 1 mecz 28.IX. |  |
| FK Połtawa             | 1:5    | 1:4    | 2:9  | Szachtar Donieck       | 1 mecz 25.IX, 2 mecz 27.X. |  |
| Howerła Użhorod        | 2:2    | 1:1    | 3:3  | Metalist Charków       |                            |  |
| Wołyń Łuck             | 1:0    | 0:4    | 1:4  | Dnipro Dniepropetrowsk | 2 mecz 27.X.               |  |
| FK Oleksandria         | 0:1    | 1:1    | 1:2  | Zoria Ługańsk          | 1 mecz 26.IX, 2 mecz 30.X. |  |
| Illicziweć Mariupol    | 0:1    | 2:3    | 2:4  | Worskła Połtawa        |                            |  |
| Karpaty Lwów           | 0:1    | 0:1    | 0:2  | Dynamo Kijów           | 2 mecz 28.X.               |  |

### 1/4 finału
Pierwsze mecze rozegrano 4 marca, a rewanże 8 kwietnia 2015.
|                    | 1 mecz | 2 mecz | Suma |                        | Uwagi                             |  |
| ------------------ | ------ | ------ | ---- | ---------------------- | --------------------------------- |  |
| Czornomoreć Odessa | 0:4    | 0:1    | 0:5  | Dnipro Dniepropetrowsk | 1 mecz przeniesiono na 1 kwietnia |  |
| Metalist Charków   | 0:2    | 0:1    | 0:3  | Szachtar Donieck       |                                   |  |
| Zoria Ługańsk      | 1:2    | 0:2    | 1:4  | Dynamo Kijów           |                                   |  |
| Worskła Połtawa    | 0:0    | 0:1    | 0:1  | Olimpik Donieck        |                                   |  |

### 1/2 finału
Pierwsze mecze rozegrano 29 kwietnia, a rewanże 20 maja 2015.
|                        | 1 mecz | 2 mecz | Suma |                  | Uwagi |  |
| ---------------------- | ------ | ------ | ---- | ---------------- | ----- |  |
| Olimpik Donieck        | 0:0    | 1:4    | 1:4  | Dynamo Kijów     |       |  |
| Dnipro Dniepropetrowsk | 0:1    | 1:1    | 1:2  | Szachtar Donieck |       |  |

### Finał
| 4 czerwca 2015 20:00 | Dynamo Kijów | 0:0 k. 5:4Raport                                                                                          | Szachtar Donieck | NSK Olimpijski, Kijów Widzów: 53 455 Sędzia: Jurij Możarowski (Lwów) |
| |              | |                  |                                                                      |
| |              | Rzuty karne                                                                                               |                  |                                                                      |
| Miguel Veloso · Aleksandar Dragović · Vitorino Antunes · Ołeh Husiew · Andrij Jarmołenko · Younès Belhanda · Jewhen Chaczeridi |              | Darijo Srna · Luiz Adriano · Douglas Costa · Taison · Jarosław Rakycki · Alex Teixeira · Ołeksandr Hładky |                  |                                                                      |

| Zdobywca Pucharu Ukrainy 2014/15 |
| -------------------------------- |
| Dynamo Kijów 11 tytuł            |
| ...                              |